# 村上バイパス
村上バイパス（むらかみバイパス）は、新潟県村上市上助渕から同市小川に至る国道7号のバイパス道路。

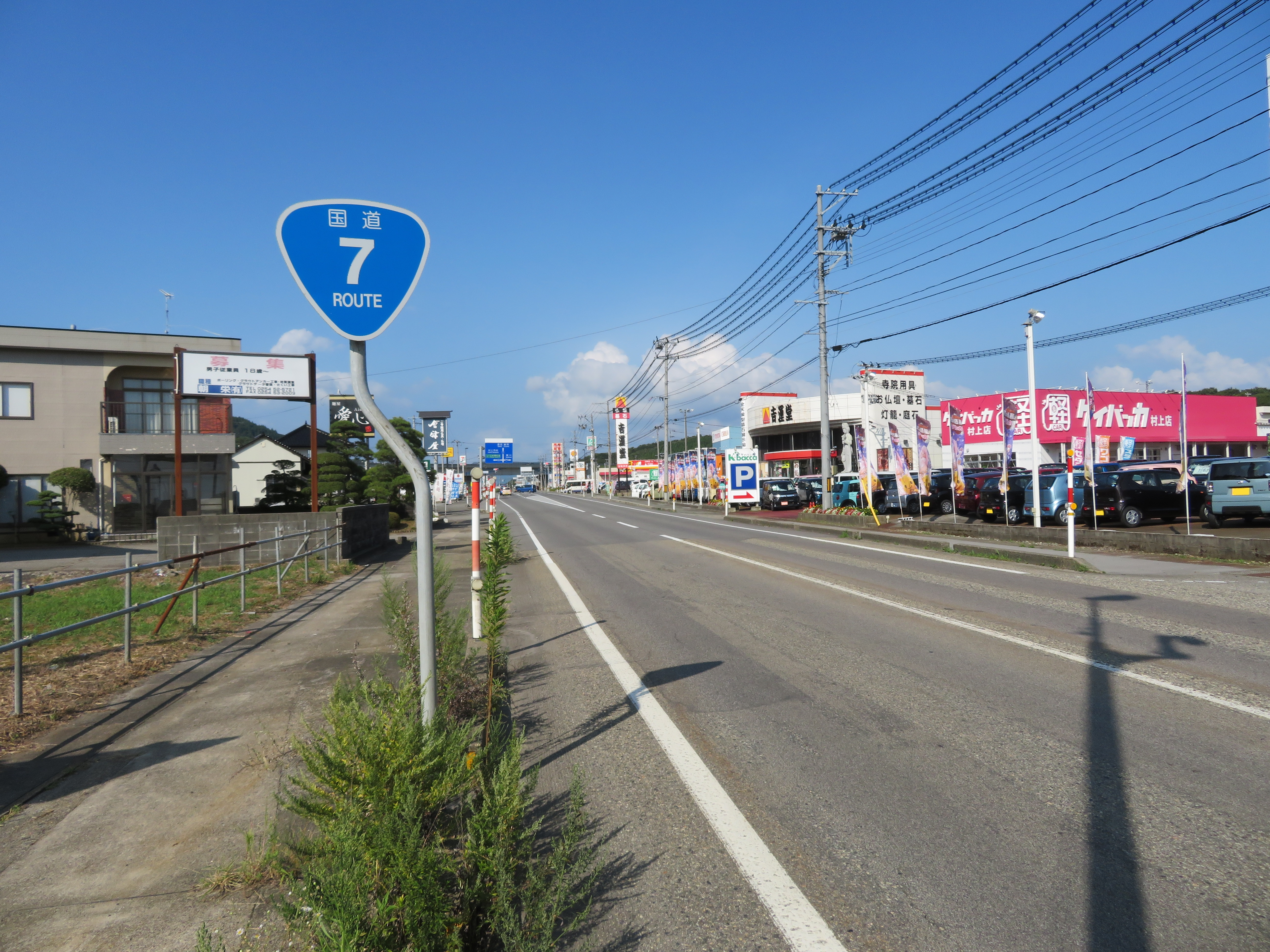
新潟県村上市上助渕付近

## 概要
かつて国道7号は、村上市中心部を縫うように走破しており、城下町ゆえクランクが複数ある上、道幅も狭隘で交通の大きな障害となっていた。
このため交通の円滑化を図るため、市街地東側を南から北へまっすぐにバイパスするルートが選定され、一次改築として建設された。
全線平面交差、2車線。

## 歴史
- 1964年（昭和39年）：事業化[2]。
- 1965年（昭和40年）11月15日：全線開通[3]。